# Montreux-Dokument
Das Montreux-Dokument ist eine am 17. September 2008 verabschiedete Erklärung mit Grundsätzen zum Umgang von Staaten mit privaten Sicherheits- und Militärunternehmen. Ziel dieser Empfehlungen ist die Einhaltung des humanitären Völkerrechts und die Achtung der Menschenrechte beim Einsatz solcher Unternehmen im Rahmen von Kriegen und bewaffneten Konflikten sowie die Regelung der staatlichen Verantwortung für die Einhaltung dieser völkerrechtlichen Bestimmungen durch diese Unternehmen.
Das Montreux-Dokument ist benannt nach der Stadt Montreux, dem Tagungsort der vom Schweizer Bundesrat organisierten internationalen Konferenz, auf der diese Empfehlungen vom 15. bis zum 17. September 2008 ausgearbeitet und beschlossen wurden. Der abschließenden Versammlung waren dabei seit dem Beginn des Jahres 2006 drei vorbereitende Tagungen vorausgegangen. Die im Montreux-Dokument enthaltenen Empfehlungen sind rechtlich nicht bindend, da es sich nicht um einen völkerrechtlichen Vertrag handelt. Gleichwohl ist es die erste auf internationaler Basis entstandene Erklärung zur Rechtsstellung und zu den Pflichten von privaten Sicherheits- und Militärunternehmen in militärischen Auseinandersetzungen. An der Ausarbeitung waren mit Afghanistan, Angola, Australien, China, Deutschland, Frankreich, Großbritannien, dem Irak, Kanada, Österreich, Polen, Schweden, der Schweiz, Sierra Leone, Südafrika, der Ukraine und den Vereinigten Staaten insgesamt 17 Länder beteiligt.
Zu den Empfehlungen, die im Montreux-Dokument enthalten sind, zählt beispielsweise die Pflicht der Unternehmen zur Sicherheitsüberprüfung ihrer Mitarbeiter sowie zu deren Schulung im humanitären Völkerrecht und den Menschenrechten. Darüber hinaus sollen diese Unternehmen detaillierte Standard Operating Procedures (Arbeitsanweisungen) und Rules of Engagement (Einsatzregeln) ausarbeiten, die im Einklang mit nationalen und internationalen Rechtsnormen sind. Für die Herkunftsstaaten wird die Pflicht hervorgehoben, Gesetzesverstöße durch Mitarbeiter solcher Unternehmen entsprechend zu ahnden.